# Meeuwenplaat
Meeuwenplaat is de eerste uitbreidingswijk van Hoogvliet ten zuiden van de Groene Kruisweg. Vanwege de heersende woningnood in Rotterdam zijn er in de jaren 50 veel portiekwoningen gebouwd. Een groot deel van de wijk behoorde bij de toenmalige gemeente Poortugaal. Sinds de gemeentelijke herindeling van 1985 behoort Meeuwenplaat in zijn geheel tot de gemeente Rotterdam.
Doordat in de jaren 70 en 80 veel betaalbare eengezinswoningen werden gebouwd in omliggende gemeenten en de bouw van de Hoogvlietse wijken Zalmplaat en Boomgaardshoek vertrokken de eerste bewoners naar deze nieuwe huizen. De vrijgekomen woningen werden betrokken door veelal immigranten op zoek naar goedkope huisvesting. Hierdoor ontstonden gesloten woongemeenschappen wat voor andere het wonen minder prettig maakten. Halverwege jaren 90 is men begonnen met het renoveren van de wijk. Eerst werd op het voormalige zwembad terrein Park vossendijk gebouwd. Vier torenflats en 3 appartementen complexen, vervolgens verschenen er het Oosterbaken en de Noordenbaken en moderne nieuwe woningen op de vrij gekomen kavels met bijzondere woonprojecten zoals Hof van Heden, Veld van Klanken. Door de financiële crisis en de vastgelopen woningmarkt zijn een aantal projecten op een laag pitje gezet, wel wordt er hard gebouwd aan de campus, hier zullen diverse middelbare scholen en faciliteiten gevestigd worden.
Bij de ingang van de wijk (vanaf de groene kruisweg) bevindt zich een opvallende toren het Oosterbaken die 33 verdiepingen telt en 99 meter hoog is.
Het Oosterbaken maakt deel uit van het nieuwbouwproject het Hofeiland.
Verder is er het natuurgebied Visserijgriend, een wilgenvloedbos. Hierin bevindt zich een Heemtuin die in 1977 is geschonken door de Shell.
Voorzieningen zijn onder meer winkelcentrum Meeuwenplaat aan de Lengweg voor de dagelijkse boodschappen. In het Oedenvlietse park heeft voetbalvereniging VV Meeuwenplaat haar nieuwe accommodatie. Nabij park vossendijk is een bouwspeelplaats "de Zonneweide" gevestigd. In het partycenrtum Flamingo worden diverse dans- en muziekavonden georganiseerd.

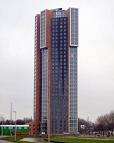
Het Oosterbaken
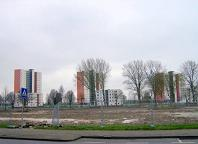
Flats Park Vossendijk winter 2007
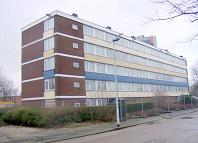
Flat aan de Koolvisweg tijdens sloop winter 2007
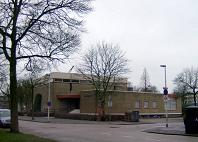
Gereformeerde Gemeente aan de Baarsweg.
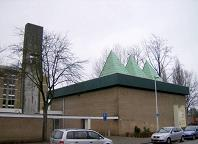
Pinkstergemeente de Levende Steen vanaf 1993 voorheen N.H.-R.K.Kerk De Bron van 1963 tot 1993.
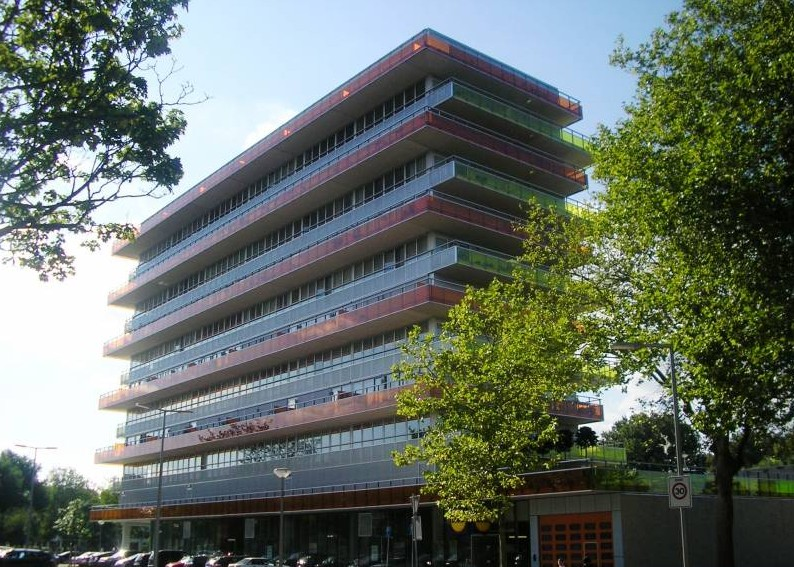
Appartementencomplex de Parel aan de Lengweg.
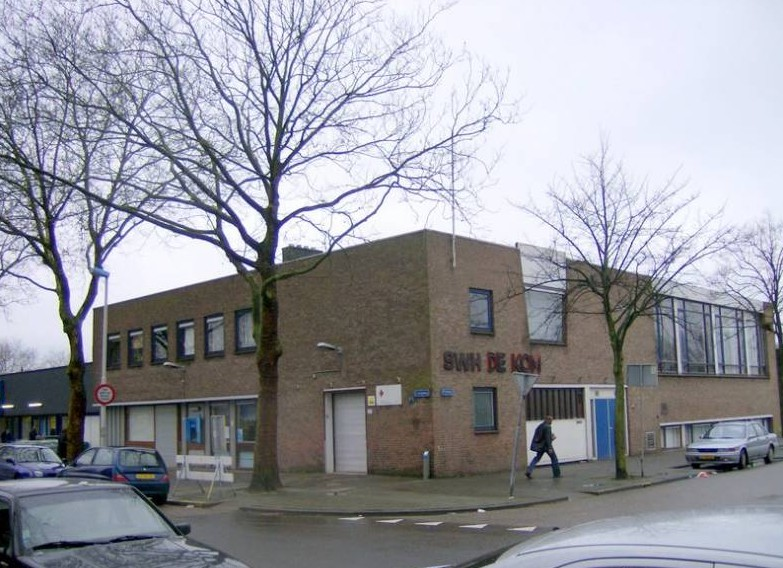
Wijkgebouw S.W.H. de Kom.jpg

Boomgaardshoek · 
Gadering · 
Meeuwenplaat · 
Middengebied · 
Nieuw Engeland · 
Oudeland · 
Tussenwater · 
Westpunt · 
Zalmplaat
Rotterdam Centrum ·
Rotterdam-Noord ·
Rotterdam-Oost ·
Rotterdam-West ·
Rotterdam-Zuid ·
110-Morgen ·
Afrikaanderwijk ·
Agniesebuurt ·
Bergpolder ·
Beverwaard ·
Blijdorp ·
Blijdorpse polder ·
Bloemhof ·
Boomgaardshoek ·
Bospolder-Tussendijken ·
CS-kwartier ·
Carnisserbuurt ·
Cool ·
Crooswijk ·
De Esch ·
De Veranda ·
Delfshaven ·
Delfshaven-Schiemond ·
Dijkzigt ·
Feijenoord ·
Gadering ·
Groenenhagen-Tuinenhoven ·
Groot-IJsselmonde ·
Heijplaat ·
Het Lage Land ·
Hillegersberg ·
Hillesluis ·
Homerusbuurt ·
Hordijkerveld ·
Kandelaar ·
Karl Marxbuurt ·
Katendrecht ·
Kiefhoek ·
Kleinpolder ·
Kleiwegkwartier ·
Kop van Zuid ·
Kralingen ·
Kralingse Veer ·
Kreekhuizen ·
Landzicht ·
Liskwartier ·
Lloydkwartier ·
Lombardijen ·
Meeuwenplaat ·
Middelland ·
Middengebied ·
Millinxbuurt ·
Molenlaankwartier ·
Molièrebuurt ·
Nesselande ·
Nieuw Engeland ·
Nieuw-Mathenesse ·
Nieuwe Westen ·
Nooddorp ·
Noordereiland ·
Ommoord ·
Oosterflank ·
Oud-Charlois ·
Oud-IJsselmonde ·
Oud-Mathenesse ·
Oude Noorden ·
Oude Westen ·
Oudeland ·
Overschie ·
Pendrecht ·
Prinsenland ·
Provenierswijk ·
Reyeroord ·
Rubroek ·
Sagenbuurt ·
Scheepvaartkwartier ·
Schiebroek ·
Schiemond ·
's-Gravenland ·
Smeetsland ·
Spaanse Polder ·
Spangen ·
Sportdorp ·
Stadsdriehoek ·
Struisenburg ·
Tarwewijk ·
Terbregge ·
Tussenwater ·
Varenbuurt ·
Vondelingenplaat ·
Vreewijk ·
Waalhaven ·
Westpunt ·
Wielewaal ·
Witte Dorp ·
Zalmplaat ·
Zenobuurt ·
Zestienhoven ·
Zevenkamp ·
Zomerland ·
Zuidwijk